# بالمر (دهانه)
بالمر یک دهانه برخوردی در ماه است.

## دهانه‌های اقماری
این دهانه ۶ دهانه اقماری دارد.
| Balmer | عرض جغرافیایی | طول جغرافیایی | قطر          |
| ------ | ------------- | ------------- | ------------ |
| M      | ۲۰٫۷° S       | ۷۱٫۵° E       | ۵٫۰ کیلومتر  |
| N      | ۱۹٫۹° S       | ۶۹٫۹° E       | ۸٫۰ کیلومتر  |
| Q      | ۱۸٫۷° S       | ۷۰٫۵° E       | ۷٫۰ کیلومتر  |
| P      | ۲۰٫۴° S       | ۶۷٫۷° E       | ۱۳٫۰ کیلومتر |
| S      | ۱۸٫۴° S       | ۶۷٫۶° E       | ۶٫۰ کیلومتر  |
| R      | ۱۸٫۷° S       | ۶۹٫۱° E       | ۴٫۰ کیلومتر  |